# 田南道
田南道（てんなん-どう）は中華民国北京政府により設置された広西省の道。

## 沿革
1913年（民国2年）に設置。観察使は百色県に置かれ、下部に百色、恩隆、恩陽、凌雲、西林、西隆、天保、奉議、東蘭の9県及び都康土州、上映土州、向武土州、那地土州、鳳山土州、上林土県、下旺土司の5土州・1土県・1土司を管轄した。1914年（民国3年）5月に観察使は道尹と改められた。1926年（民国15年）に廃止されている。

## 行政区画
廃止直前のもの。
県
- 恩陽県
- 恩隆県
- 向都県（向武土州・都康土州・上映土州より改編）
- 西隆県
- 西林県
- 天保県
- 東蘭県
- 百色県
- 奉議県
- 鳳山県（鳳山土州より改編）
- 凌雲県

土州
- 那地土州

土県
- 上林土県

土司
- 下旺土司